# 四日市港
四日市港（日语：／ Yokkaichi kō */?）是位於日本三重縣四日市市、伊勢灣西北部的海港，由四日市港管理組合負責港務營運。四日市港是日本官方指定的超級中樞港灣及國際據點港灣；2017年，貨物吞吐量位居日本港口第13位。

## 歷史

### 開發背景

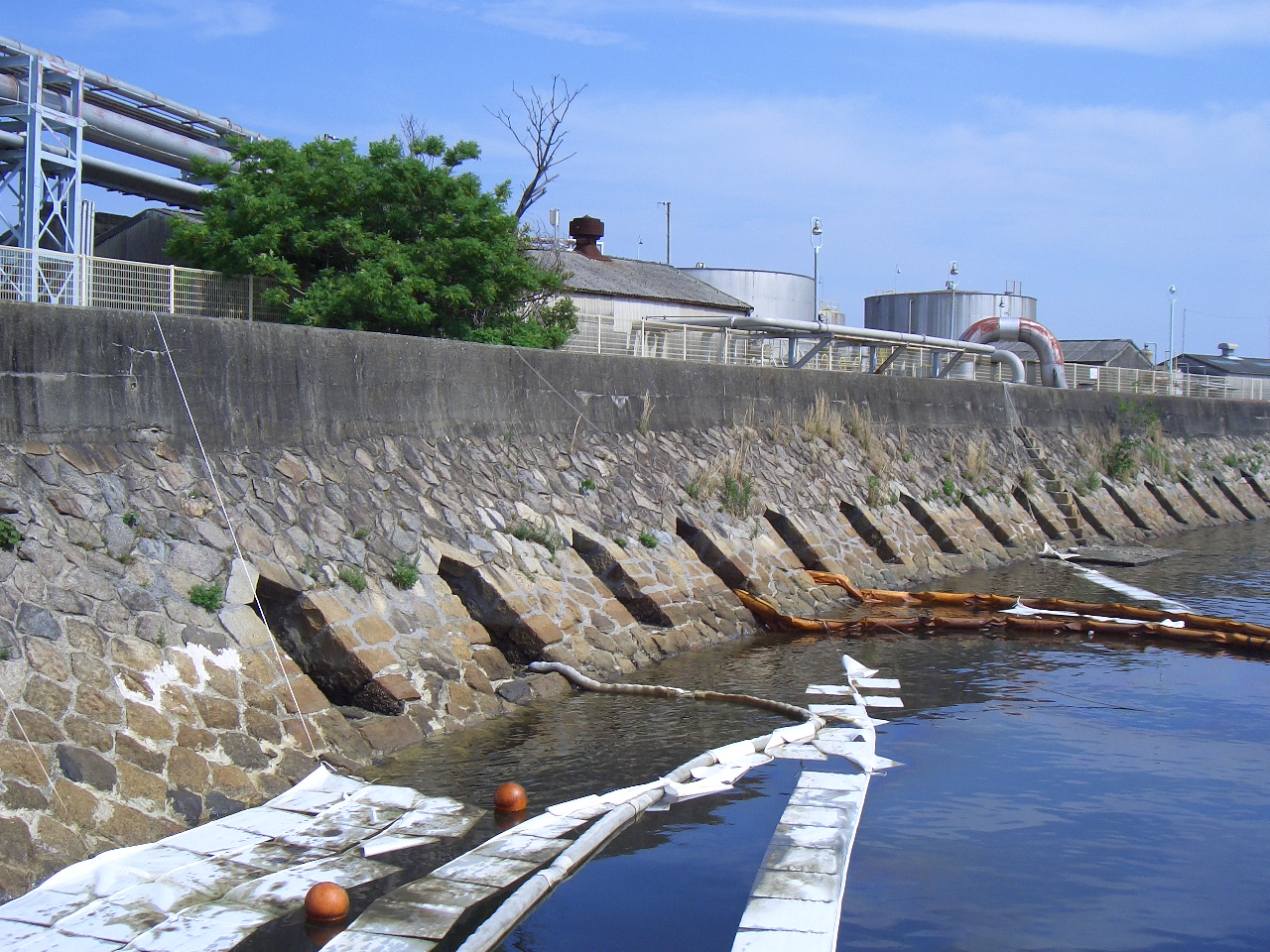
四日市港之潮吹堤防

關於四日市港的紀錄，最早可追溯至室町時代：1473年（文明5年）的伊勢神宮記錄中，出現了「四日市庭浦」（四ケ市庭浦）一詞，可推測當時該地已有港口存在。
至江戶時代初期，四日市由於設置了宿場（驛站），成為陸上交通要道；此時的四日市港（位於今日的JR四日市站北側）與宮宿之間的十里渡航線開通，推助了四日市的發展。然而，1854年（嘉永6年）安政大地震後，港口周遭水深變淺，除漲潮外船隻皆無法出入，使港口難以使用，航海業衰落。為突破困境，當時經營四日市回船問屋（水運經紀業者）的稻葉三右衛門投入財力，自1873年（明治6年）起歷時11年大規模改建港口，奠定四日市港日後發展基礎。
1870年，四日市港與東京港之間的定期航路開通；1899年，日本政府正式指定四日市港為國際貿易港口，開港通商。最初主要進口食品和肥料等，之後作為重要輕工業原料棉花的進口港而繁榮。1936年（昭和11年），為慶祝四日市港多年的現代化工程全面完工，四日市市舉辦了「國產振興四日市博覽會」，在50天的展期中吸引超過125萬人次來訪。

### 戰後
二戰後，羊毛逐漸取代棉花成為四日市港主要進口的輕工業原料；1950年代後，四日市港也因應四日市市的工業政策開始進口原油，並與在地石油煉成廠合作。1968年，四日市港以當時世界上最大的羊毛進口港身分，與當時世界上最大的羊毛出口港澳洲雪梨港成為姊妹港。
1969年後，四日市港在國際貿易市場中的地位大幅提升。今日的四日市港與同位於伊勢灣的名古屋港共稱為「名四港」，是日本官方指定的超級中樞港灣及國際據點港灣之一；2017年，四日市港貨物吞吐量位居日本港口第13位。

## 外部連結
- 四日市港管理組合（页面存档备份，存于）
- 四日市港各項環境數值 （页面存档备份，存于）
- 國土交通省中部地方整備局 四日市港灣事務所（页面存档备份，存于）